# Doriano Kortstam
Doriano Marvin Kortstam, abrégé Doriano Kortstam, né le 7 juillet 1994 à Rotterdam, est un footballeur international
curacien, possédant également la nationalité néerlandaise. Il évolue au poste de défenseur central au club d'Achilles '29.

## Carrière

### En club
Après avoir rejoint le club d'Achilles '29 lors de l'hiver 2017, Doriano Kortstam fait ses débuts sous ses nouvelles couleurs le 6 février 2017 contre le FC Eindhoven.

### En sélection
Il honore sa première sélection le 26 mars 2016 lors d'un match contre la République dominicaine gagné deux à un.

## Statistiques
| Saison                | Club                      | Championnat           | Championnat | Championnat | Coupe(s) nationale(s) | Coupe(s) nationale(s) | Curaçao | Curaçao | Total | Total |
| Saison                | Club                      | Division              | M.          | B.          | M.                    | B.                    | M.      | B.      | M.    | B.    |
| 2014-2015             | FK Slavoj Trebišov (prêt) | DOXXbet liga          | 10          | 3           | 0                     | 0                     | -       | -       | 10    | 3     |
| 2014-2015             | MFK Zemplín Michalovce    | Fortuna Liga          | 0           | 0           | 0                     | 0                     | -       | -       | 0     | 0     |
| Sous-total            | Sous-total                | Sous-total            | 10          | 3           | 0                     | 0                     | -       | -       | 10    | 3     |
| 2015-2016             | Roda JC                   | Eredivisie            | 0           | 0           | 0                     | 0                     | 1       | 0       | 1     | 0     |
| 2016-2017             | Roda JC                   | Eredivisie            | 0           | 0           | 0                     | 0                     | -       | -       | 0     | 0     |
| Sous-total            | Sous-total                | Sous-total            | 0           | 0           | 0                     | 0                     | 1       | 0       | 1     | 0     |
| 2016-2017             | Achilles '29              | Eerste Divisie        | 14          | 1           | -                     | -                     | 1       | 0       | 15    | 1     |
| Sous-total            | Sous-total                | Sous-total            | 14          | 1           | -                     | -                     | 1       | 0       | 15    | 1     |
| Total sur la carrière | Total sur la carrière     | Total sur la carrière | 24          | 4           | 0                     | 0                     | 2       | 0       | 26    | 4     |

## Palmarès
Avec la sélection de Curaçao
- Coupe caribéenne des nations (1) :
  - Vainqueur en 2017.